# Facino Cane de Casale
Facino Cane de Casale (* um 1360 in Casale Monferrato; † 16. Mai 1412 in Pavia) war ein italienischer Condottiere.

## Leben

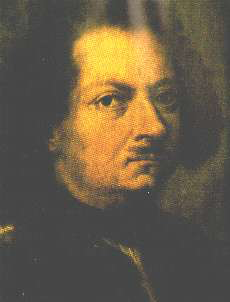
Facino Cane

Er stand zunächst im Dienst Gian Galeazzo Viscontis, des Herzogs von Mailand, der gegen Mantua kämpfte. Nach Viscontis Tod 1402 übernahm er den Schutz der Söhne des Verstorbenen, Giovanni Maria Visconti, dem neuen Herzog, und Filippo Maria Visconti. Er übernahm die Regentschaft für den minderjährigen neuen Herzog Giovanni Maria Visconti und wurde sein Großcondottiere.
Später zog er durch Norditalien und gewann Beatrice, Tochter des Wilhelm Lascaris di Ventimiglia, Graf von Tenda, zur Frau, deren ligurische Familie in weiblicher Linie von dem abgesetzten byzantinischen Kaiserhaus der Laskariden abstammte.
Als Facino 1412 todkrank in Pavia lag, benutzten Verschwörer die Gelegenheit, um den grausamen Tyrannen Giovanni Maria Visconti bei der Kirche San Gottardo in Mailand niederzumachen. Wie Jacob Burckhardt in Die Kultur der Renaissance in Italien schildert, ließ der sterbende Facino am selben Tage seine Offiziere schwören, Filippo Maria Visconti, dem Bruder und Erben des getöteten Giovanni Maria Visconti, zu helfen. Auch schlug er vor, seine Gemahlin Beatrice di Tenda möge sich nach seinem Tode mit dem Filippo Maria vermählen, was dann auch bald geschah. Beatrice di Tenda übergab nach dem Ableben des Condottiere dessen Land und Truppen dem Filippo Maria Visconti. 1418 wurde Beatrice unter dem Vorwurf des Ehebruchs mit Michele Orombelli verhaftet und auf der Burg Binasco enthauptet. Ihr tragisches Schicksal wurde 1833 in der Oper Beatrice di Tenda von Vincenzo Bellini verarbeitet.